# Glarner Kalberwurst
Glarner Kalberwurst – charakterystyczna dla kuchni szwajcarskiej biała kiełbasa cielęca o oryginalnym, kremowym smaku, pochodząca z kantonu Glarus.
Glarner Kalberwurst to kiełbasa gotowana w jelitach wołowych. Różni się od podobnych kiełbas cielęcych swoim składem - dodatkiem boczku, białego pieczywa (od 4 do 8%) i wyraźną nutą gałki muszkatołowej. Kiełbasę doprawia się ponadto pieprzem. Jako składnik dodawane są niekiedy również jajka, skórki cielęce i głowizna cieląt. Kiełbasy parzy się w gorącej wodzie lub parze o temperaturze minimum 68° C, a następnie schładza zimną wodą.
Najstarsze pisemne świadectwa produkcji kiełbasy pochodzą z około połowy XIX wieku. W opisie kantonu Glarus z 1846 opisuje się ten wyrób jako „charakterystyczny dla regionu Glarus”. Dodatek pieczywa w kiełbasie może być pamiątką tego, że rzeźnicy z Glarus uzupełniali mięso czerstwym chlebem w latach głodu na początku XIX wieku. Inna teoria głosi, że kiełbasa została raczej uszlachetniona poprzez dodanie białego pieczywa, jajek i mleka.
Obecnie wyrób jest sprzedawany pojedynczo lub w parach, na surowo lub gotowany, pakowany próżniowo lub luzem. 1 grudnia 2011 uzyskał certyfikat chronionego pochodzenia geograficznego. Musi być produkowany w kantonie Glarus, a cielęcina i wieprzowina musi pochodzić ze Szwajcarii.